# Steve Gohouri
Lohoré Steve Ulrich Gohouri (Treichville, 8 de fevereiro de 1981 - Krefeld, morte divulgada em 31 de dezembro de 2015) foi um futebolista profissional da Costa do Marfim que atuou como zagueiro.

## Carreira

### Clubes
Profissionalizou-se em 1998, no Paris Saint-Germain, mas não jogou nenhuma partida oficial pela equipe francesa. Sua estreia formal veio em 2000, quando defendia o Bnei Yehuda. No time israelense, Gohouri atuou em 13 partidas e marcou 4 gols. Jogou também por Yverdon, Bologna (empréstimo), Vaduz, Young Boys, Borussia Mönchengladbach, Wigan Athletic, Maccabi Tel Aviv, Skoda Xanthi e Rot-Weiß Erfurt.
A última equipe que o zagueiro defendeu foi o TSV Steinbach, da quarta divisão alemã, em 2015, ano de sua morte.

### Seleção
A estreia de Gohouri pela Seleção Marfinense foi em agosto de 2006, um mês após a Copa da Alemanha, contra o Senegal. Participou do Copa Africana de Nações em 2008 e da Copa de 2010. Até 2011, o zagueiro disputou 13 jogos e marcou 3 gols.

## Morte
Em 11 de dezembro de 2015, Steve saiu da festa de Natal promovida pelo TSV Steinbach dizendo que viajaria a Paris para visitar familiares, mas acabou desaparecendo. A única pista era o celular do atleta, encontrado em sua casa, em Düsseldorf. Após 3 semanas de busca, seu corpo foi encontrado boiando às margens do rio Reno, em Krefeld, no dia 31 do mesmo mês. A polícia trabalha com duas hipóteses: assassinato (Gohouri estava envolvido com drogas e armas) ou suicídio após sofrer uma desilusão amorosa.